# Panhard & Levassor Type X27
Der Panhard & Levassor Type X27 ist ein Pkw-Prototyp. Hersteller war Panhard & Levassor in Frankreich.

## Beschreibung
Die Fahrzeuge haben einen Ottomotor. Im Motorcode „T4UC“ steht die „4“ für die Anzahl der Zylinder.
Der Vierzylinder-Reihenmotor hat 60 mm Bohrung, 110 mm Hub und 1244 cm³ Hubraum. Er wurde auch 7 CV genannt. Besonderheit ist eine „Flector“ genannte Art der Kraftübertragung des Frontmotors zur Hinterachse, bei der elastische Gummielemente die üblichen Gelenke einer Kardanwelle ersetzen.
Das einzige Fahrzeug wurde im April 1915 gefertigt.